# Комраж
Комраж — река в России, протекает в Тотемском районе Вологодской области. Устье реки находится в 70 км по левому берегу реки Еденьга. Длина реки составляет 14 км.
Исток находится в болотах в 38 км к северо-западу от Тотьмы. Генеральное направление течения — на юг. Населённых пунктов на реке нет.

## Данные водного реестра
По данным государственного водного реестра России относится к Двинско-Печорскому бассейновому округу, водохозяйственный участок реки — Северная Двина от начала реки до впадения реки Вычегда, без рек Юг и Сухона (от истока до Кубенского гидроузла), речной подбассейн реки — Сухона. Речной бассейн реки — Северная Двина.
По данным геоинформационной системы водохозяйственного районирования территории РФ, подготовленной Федеральным агентством водных ресурсов:
- Код водного объекта в государственном водном реестре — 03020100312103000008268
- Код по гидрологической изученности (ГИ) — 103000826
- Код бассейна — 03.02.01.003
- Номер тома по ГИ — 03
- Выпуск по ГИ — 0